# C-RAM

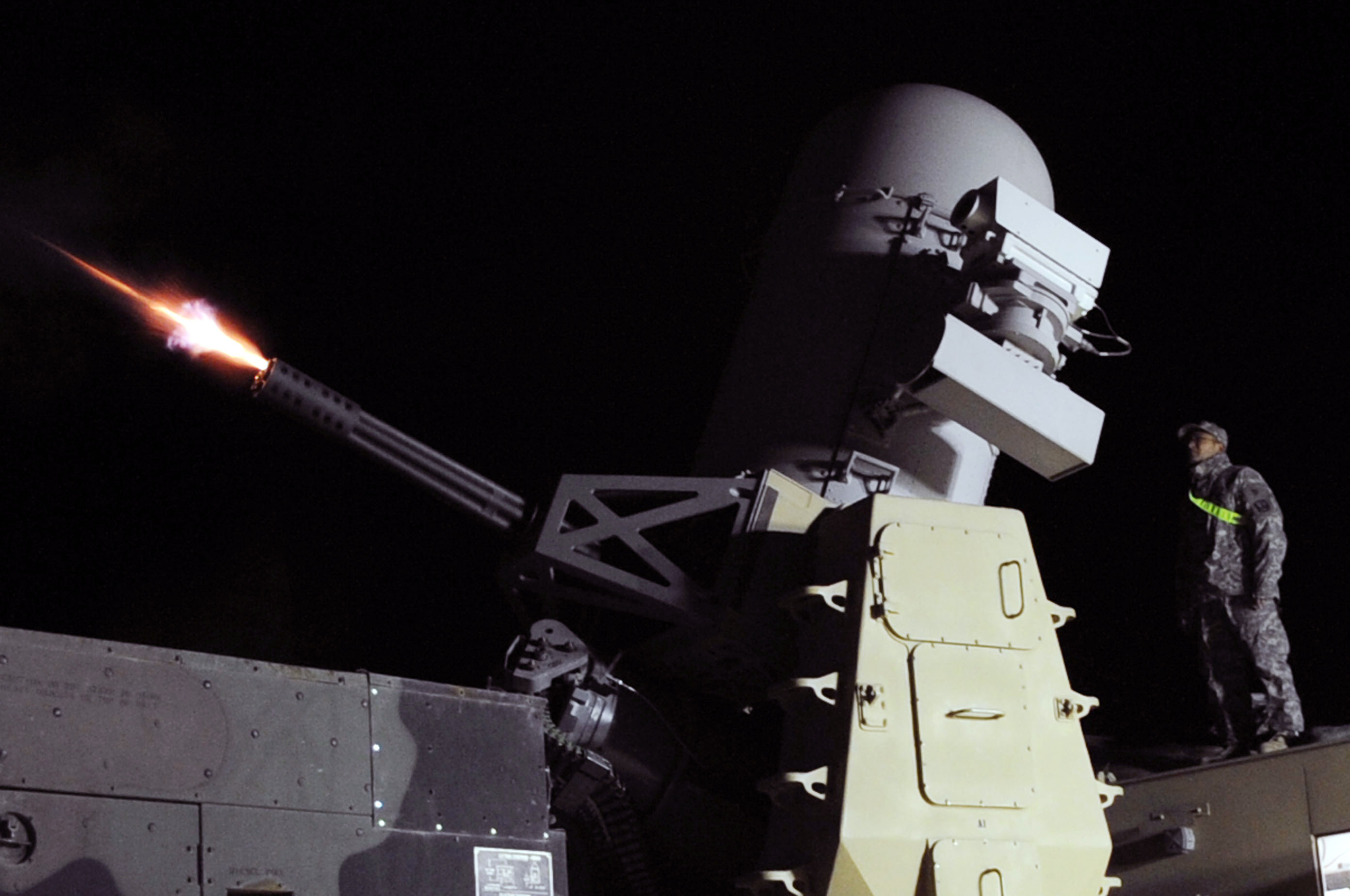
Испытания системы Phalanx C-RAM в 2010 г. вблизи Багдада, Ирак

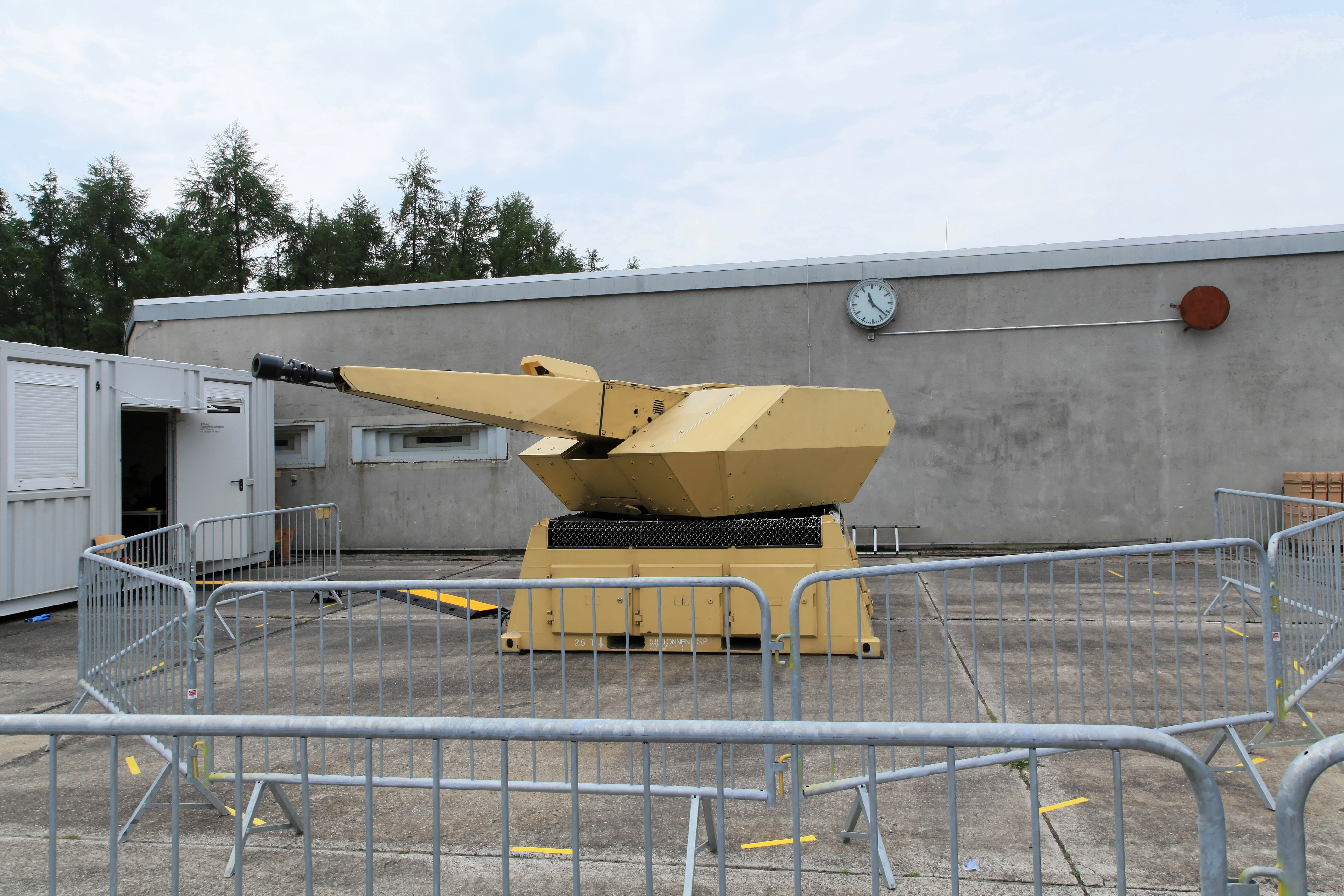
Немецкий комплекс MANTIS C-RAM на базе комплекса Oerlikon Skyshield

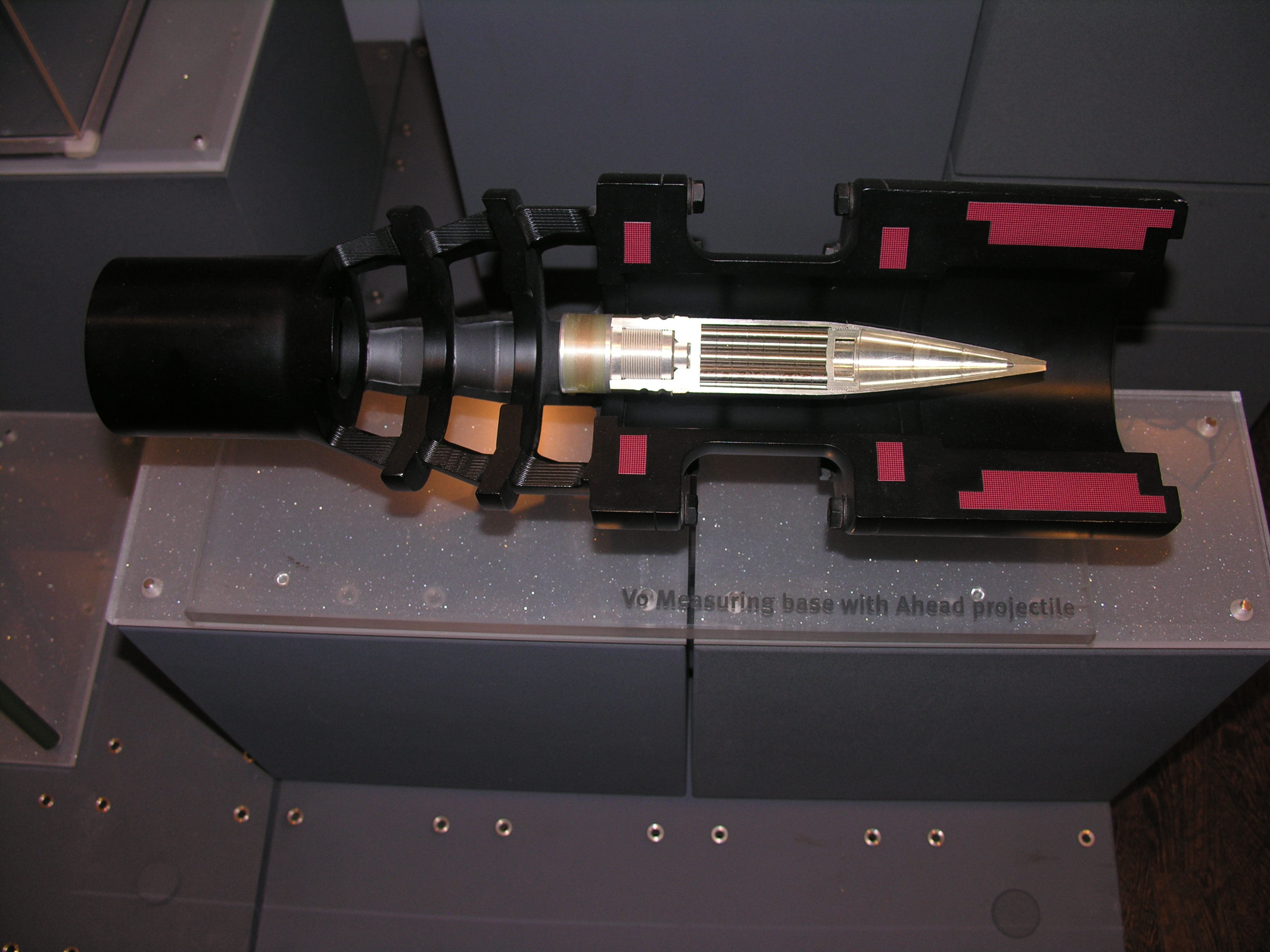
Конструкция снаряда AHEAD

C-RAM (англ. Counter Rocket, Artillery, and Mortar) — разновидность тактической противовоздушной обороны (ПВО), состоящая в защите от ракет, артиллерийских и миномётных обстрелов путём уничтожения соответствующих баллистических целей во время их полёта. Концепция C-RAM является более обширной по содержанию в сравнении с DAMA (англ. Defence Against Mortar Attacks), охватывающей лишь защиту от миномётных атак.

### Средства обнаружения
Для обнаружения и оценки параметров траектории боеприпасов в полёте в системах C-RAM используются РЛС, оптико-электронные
и акустические средства.
Для эффективного решения задач C-RAM соответствующие миссии должны быть интегрированы с контрбатарейной борьбой артиллерии и системой оповещения. Предпосылкой такой интеграции является возможность определения многофункциональными РЛС с цифровыми антенными решётками не только координат ракет, снарядов и мин на траектории полёта, а и позиций огневых подразделений, ведущих обстрел.
В свою очередь, РЛС контрбатарейной разведки артиллерийских подразделений также могут предоставлять целеуказание средствам C-RAM ПВО, поскольку при определении позиций огневых средств в них измеряются и координаты  боеприпасов в полёте.
Примером РЛС комплексов ПВО, используемых в интересах решения задач C-RAM, является РЛС Giraffe-4 производства Швеции, способная определять координаты одновременно 5 и более мин калибра 81 мм в полёте с локализацией местонахождения миномётных позиций.

### Средства поражения
Для уничтожения атакующих боеприпасов в воздухе наиболее широко применяются высокоточные зенитные орудия и снаряды программированного подрыва. Примером таких комплексов C-RAM является немецкая система MANTIS. При этом достигается вероятность разрушения и подрыва мин в воздухе не менее 0.7 на расстояниях в несколько километров с расходом одного-двух десятков зенитных снарядов типа AHEAD. Концепция зенитного артиллерийского комплекса MANTIS под названием Skyshield, обеспечивавшего решение задач C-RAM, была успешно испытана Бундесвером в марте 2007 г. на полигоне тренировочного центра ПВО сухопутных войск вблизи Тодендорфа.
В дальнейшем, комплексы C-RAM будут оснащаться лазерными пушками, которые уже доказали свою эффективность при уничтожении атакующих мин и неуправляемых ракет.